# Luciano Pagliarini
Luciano Pagliarini (né le 18 avril 1978 à Arapongas) est un coureur cycliste brésilien, professionnel de 2001 à 2010. Fin 2010, après deux saisons difficiles depuis l'arrêt du projet H²0, il met un terme à sa carrière après avoir refusé une offre de l'équipe Movistar. Dans la foulée, il intègre la commission technique de la sélection brésilienne sur piste.

## Palmarès
- 1998
  - Prova Ciclistica 9 de Julho
  - 3e étape du Tour du Chili
  - 4e et 10e étapes du Tour d'Uruguay
- 1999
  - Gran Premio Fiera del Riso
- 2000
  - Torneio de Verão
  - Vicence-Bionde
  - Circuito del Porto
  - 3e de La Popolarissima
- 2003
  - 2e, 3e et 4e étape du Tour de Langkawi
  - Clásica de Almería
- 2004
  - 7e et 8e étapes du Tour de Langkawi
  - 5e étape du Tour de Murcie
- 2005
  - 3e du Grand Prix de la côte étrusque
- 2007
  - 5e étape de l'Eneco Tour
  - 4e étape du Tour du Missouri
  -  Médaillé de bronze de la course en ligne aux Jeux panaméricains
- 2008
  - 6e étape du Tour de Californie
- 2010
  - 1re, 5ea et 6e étapes de la Rutas de América

## Résultats sur les grands tours

### Tour de France
2 participations
- 2002 : abandon (12e étape)
- 2005 : abandon (9e étape)

### Tour d'Italie
2 participations
- 2004 : abandon (17e étape)
- 2008 : abandon (14e étape)

## Classements mondiaux
| Année              | 2007 | 2008 | 2009 | 2010 |
| ------------------ | ---- | ---- | ---- | ---- |
| Classement ProTour | 184e | 133e |      |      |
| UCI America Tour   |      |      |      | 80e  |